# Arxiu General d'Índies
L'Arxiu General d'Índies és l'arxiu més important sobre el domini colonial espanyol a Amèrica i Filipines. Fou creat el 1785 per decisió del rei Carles III amb l'objectiu de centralitzar en un únic lloc tota la documentació referent a les colònies espanyoles, fins llavors dispersa entre els arxius de Simancas, Cadis i Sevilla. S'hi pot trobar documentació útil per la història política, social, del catolicisme, i fins i tot de les mentalitats i de l'art, així com cartografia històrica. També guarda textos autògrafs de Cristòfor Colom, Fernão de Magalhães, Vasco Núñez de Balboa, Hernán Cortés i Francisco Pizarro.

## L'arxiu
L'arxiu el regeix el Patronato del Archivo General de Índias, òrgan creat el 2005 per reial decret. Està participat pel Ministeri de Cultura, la Junta d'Andalusia, l'ajuntament de Sevilla, el Consell Superior d'Investigacions Científiques, la Universitat de Sevilla i diverses personalitats com a vocals.
Juntament amb l'Arxiu de la Corona d'Aragó i l'Arxiu de Simancas, l'Arxiu General d'Índies de Sevilla és un dels grans arxius generals de l'estat espanyol.

### Creació
Dues raons fonamentals expliquen la creació a finals del segle xviii de l'Arxiu General d'Índies a Sevilla. Per una banda, la manca d'espai a l'Arxiu General de Simancas, el qual era l'arxiu central de la corona espanyola. Per l'altra, en la línia de l'esperit de la Il·lustració imperant en aquell moment, el desig d'escriure una història de la conquesta i colonització espanyola. Aquest desig era fruit de la voluntat de respondre amb una perspectiva castellana els escrits estrangers que havien tractat el tema, i feia necessari reorganitzar l'arxiu. Aquesta doble tasca fou encomanada per Carles III a Joan Baptista Muñoz, que reuní una ingent col·lecció de documents relatius a la conquista i colonització d'Amèrica, organitzà la selecció i catalogació dels fons entrants en el nou arxiu amb criteris totalment avançats per a l'època, i el 1793 donà a la impremta el primer volum de la seua monumental Historia del Nuevo Mundo.
L'octubre de 1785 arriben ja els primers documents al nou emplaçament sevillà vinguts de les diferents institucions que fins aquell moment s'havien ocupat de les relacions amb les Índies, esdevenint el dipòsit més gros documental del domini espanyol sobre l'Amèrica del Sud i les Filipines. Els responsables van establir el 1760 com a data que separava en aquell moment la documentació catalogada d'"històrica" de la que es considerava que tenia encara un valor "administratiu": tota la documentació anterior a aquella data s'havia d'enviar al nou arxiu, els posteriors havien de romandre als arxius dels organismes que els havien produït.

### Fons
Els documents que té avui l'arxiu ocupen més de 9 km lineals de prestatgeries. Conté uns 43.000 lligalls, 80 milions de pàgines i 8.000 pàgines i dibuixos. Tot plegat procedent dels diversos organismes metropolitans encarregats de l'administració de les colònies, que són:
- el Consell d'Índies, segles XVI - XIX
- la Casa de la Contractació, XVI-XVIII
- els consolats de Sevilla i Cadis, XVI-XIX
- les Secretaries d'Estat i del Despatx Universal d'Índies, d'Estat, Gràcia i Justícia, Hisenda i Guerra, segles XVIII-XIX
- la secretaria del Jutjat d'Arribades de Cadis, XVIII-XIX
- Comissaria Interventora de la Hisenda Pública de Cadis, Dirección General de la Renta de Correos, s. XVIII-XIX
- la sala d'Ultramar del Tribunal de Comptes, s. XIX
- Reial Companyia de l'Havana, XVIII-XIX

També s'hi troben els fons de:
- la Capitania General de Cuba, s. XVIII-XIX, repatriats de l'Havana després de la Guerra de Cuba del 1898.

I alguns fons privats de representants del poder metropolità a les colònies:
- els del duc de Veragua, s. XV, descendent de Cristòfor Colom, adquirits el 1930.
- els del general Polavieja, un dels últims capitans generals de les Filipines 1876 - 1898
- els de José Fernando de Abascal, virrei del Perú, 1804 - 1859

## La seu
L'edifici que allotja l'arxiu és la que es coneixia com a Casa Lonja de Mercaderes.
Des que el 1492 es descobreix el continent americà, i el 1503 es crea la Casa de Contractació d'Índies la ciutat de Sevilla s'havia erigit com a port exclusiu de comerç amb Amèrica totes de les terres sota la sobirania dels Habsburg, provocant un gran desenvolupament de l'economia local. Al llarg del segle xvi els comerciants es dedicaven al mercadeig dels seus productes a les escales de la catedral de Sevilla, i fins i tot els dies de pluja entraven al temple per tancar els seus negocis. Això va provocar les queixes del capítol de la Catedral, que ni posant cadenes al voltant de l'edifici i agutzils prohibint el pas de les bèsties de càrrega se'n va sortir. Per aquest motiu Felip II va ordenar la construcció d'una llotja pels mercaders on poguessin dedicar-se a les seves activitats sense molestar la religió.
El 1584 va començar la construcció de l'edifici que seria conegut com la "Casa Lonja de Mercaderes", que no s'acabaria fins al 1598. Les obres estigueren al càrrec de Juan de Mijares, qui seguia els plànols de Juan de Herrera. Dos segles després va esdevenir la seu de l'Arxiu General d'Índies. Es va emplaçar a la mateixa avinguda, just al costat de la catedral.
Es tracta d'un edifici exempt de planta quadrada sobre un podi i compta amb dos pisos i amb un pati porticat a l'interior. La façana combina tant els maons rojos com la pedra, un estil que després imitarien altres construccions de la ciutat. L'interior és majoritàriament de pedra. L'actual escala principal és un afegiment posterior de finals del segle xviii projectada per Lucas Cintora, és xapada de marbre i compta amb una cúpula rematada amb una llanterna.
El 1987 el conjunt sevillà format per l'Arxiu General d'Índies, la catedral, la Giralda i els Reials Alcàssers de Sevilla fou declarat patrimoni de la Humanitat per la UNESCO.